# Albina Khabibulina
Albina Khabibulina (Tashkent, 11 maggio 1992) è un'ex tennista uzbeka.

## Biografia
Di ascendenza tartara, è nata nella capitale uzbeka, dove tuttora risiede.
Pur avendo vinto ben 31 titoli ITF in doppio, in questa specialità non è andata più in alto della posizione numero 208 del ranking WTA (ottenuta nell'agosto del 2014), a causa delle sue numerose interruzioni agonistiche. In singolo ha invece conquistato un solo torneo ITF e la sua migliore posizione nella classifica WTA è stata la numero 492, raggiunta nel 2011.
In Fed Cup ha disputato 24 incontri con la squadra uzbeka, con un bilancio pari a 11 vittorie e 13 sconfitte.
È stata squalificata a vita dal tennis professionistico nel 2021, a seguito di un'indagine dell'ITIA nell'ambito di partite truccate.